# Pan-Pan
『Pan-Pan』（パンパン）は、スウェーデンのインディーゲームスタジオSPELKRAFTが開発したSteam、iOS用のアクションパズルゲーム。移植版のNintendo Switch用ソフトは『PAN-PAN〜ちっちゃな大冒険〜』（パンパン ちっちゃなだいぼうけん、英題：PAN-PAN A tiny big adventure）のタイトルで配信されている。

## 概要
本作は宇宙船の墜落により未知の惑星に降り立った主人公が、辺りに飛散したパーツを見つけ出して宇宙船を修復し再び宇宙へ飛び立つことを目指す。オープンワールド的に広がるパステル調のフィールドで様々な謎を解きつつ冒険する。
ゲーム内ではシステム関連を除きテキストの表示は無く、謎解き要素に関する明確なヒントもほとんど示されないため、プレイヤーはフィールド上の設置物や惑星の住人・生物とのやりとりなどからゲームの進め方を推測することになる。ゲームクリアには全ての謎を解く必要があるが、謎はフィールド上に広く点在しており、ある程度自由に攻略できる。探索の途中で手に入る棒切れ、気体または液体を詰める容器、短距離を飛翔可能になる装置といったアイテムを駆使して進む場面もある。
本作のBGMは、FPSゲーム『PAYDAY』シリーズの作曲などで知られるスウェーデン出身の作曲家サイモン・ビクランドが手がけている。ほぼ全編にわたり穏やかで幻想的なアンビエント・テクノの楽曲が用いられ、主人公がエリア間を移動する際にはシームレスで別の曲に変化する。

## その他
Steam版では、本作の説明書とサウンドトラックがDLCとして別売りされている。また、これら2つを含む『Pan-Pan』のソフトにMight and Delight開発のアクションゲーム『Pid』を加えたセット『Pan-Pan: Planetary Pack』も販売されている。

## 評価
もぐらゲームスは本作のSwitch版について、派手さはなく、ボリュームも小ぶりだが、多彩な謎解きと程よい難易度によって満足感が得られるとしている。